# Irida
Irida ili Iris (grč. Ιρις, Iris) u grčkoj mitologiji božica je duge i glasnica bogova u grčkoj mitologiji. Ona je Zefirova žena s kojim ima sina Porta.

## Etimologija
Iridino grčko ime znači "duga".
Iridini epiteti:
- Chrysopteron ("zlatokrila")
- Aellopos ("brzonoga poput oluje")
- Podas ôkea ili Podênemos ôkea ("vjetronoga")
- Thaumantias ili Thaumantos (Taumantova kći, "prekrasna").

Iris je drugo ime za peruniku i šarenicu oka. Također, po ovoj je božici prozvan asteroid 7 Iris.

## Karakteristike
Prikazivana je kako opskrbljuje oblake vodom, u obličju duge ili kao mlada djeva s krilima, a često i s glasničkim štapom.
U Japanu Irida simbolizira pobjedu, a u doba Karla Velikog njezin se lik rabio kao francuski kraljevski simbol.

## Mitologija
Irida je kći Taumanta i Elektre, lijepih morskih bogova, te unuka Geje, Zemlje.

### Glasnik
Irida je osobni Herin glasnik. Povezivana je i s Hermesom, glasnikom bogova, a ona, poput njega, nosi ili krilati štap ili kaducej.
Na Zeusovu zapovijed nosi vrč vode s rijeke Stiks koja uspavljuje sve one koji lažno svjedoče.
Irida, u liku duge, povezuju nebesa sa Zemljom. Tamo gdje duga dotakne tlo, izraste perunika.

### Harpije
Harpije su Iridine ružne sestre, nakazne poluptice. Finej, kralj Tracije, imao je dar proroštva. Prema jednom izvoru, kažnjen je jer je proročanstvima previše otkrivao, a prema drugome jer je počinio zločin nad sinovima iz prvoga braka. Zeus je bio ljut na njega te ga je kaznio ostavivši ga na otoku s hranom koju nikad nije mogao jesti. Naime, Harpije bi uvijek došle i ukrale hranu iz njegovih ruku prije nego što bi je uspio pojesti, a ono što nisu bile pojele, zagadile bi izmetom. Ovo se nastavljalo sve dok nije stigao Jazon s Argonautima.
Boreadi, Kalais i Zet, krilati sinovi Boreja, sjevernog vjetra, uspjeli su otjerati Harpije, ali nisu ih ubili. Naime, Irida je obećala da Harpije više neće uznemiravati nikoga te su se one vratile u svoju pećinu na Kreti. Zahvalan za njihovu pomoć, Finej je Argonautima pomogao rekavši im kako da prođu Simplegade, začarane stijene.

## Vanjske poveznice
- Irida u klasičnoj literaturi i umjetnosti (engl.)
- Irida u grčkoj mitologiji (engl.)